# Dīn
Dīn (arabo:دين [di-n]) è una parola araba equivalente in italiano a "Retta Via" «religione» islamica o «stile di vita» islamico.

In realtà indica la natura dell'Islam non come semplice religione, ma piuttosto come un sistema allo stesso tempo politico, religioso, militare, economico, sociale, giuridico, oltre che uno stile di vita caratterizzato dalla sottomissione dell'individuo ad una divinità (Allah) 
Esempi di utilizzo di Dîn sono
- come "giorno del giudizio"

(Corano, Sūra I, 4)
- come "pratica religiosa" e la "religione nella sua globalità"

- - la religione come Islam

(Corano, Sūra III, 83)
Quando invece si riferisce alla religione come "di Abramo", nel Corano si utilizza il termine Millah:
(Corano, Sūra II, 130 ed in altre sette versi)